# Sarah Brüßler
Sarah Brüßler (n. 1994, Kassel, Germania) este o canoistă ce a reprezentat Germania, medaliată olimpică. A participat la 2 ediții ale Jocurilor Olimpice (2020, 2024) în care a câștigat o medalie de aur.